# هنري شايد
كان هنري أدريان «باكي» شايد (من 3 ديسمبر 1900 إلى 12 أغسطس 1992) ضابطًا في البحرية الأمريكية ومهندسًا بحريًا وأستاذًا.
كان هنري خلال الحرب العالمية الثانية رئيسًا لدائرة النقالات التابعة لمكتب السفن البحرية الأمريكية. وكان له دور كبير من خلال هذا المنصب في تطوير جميع فئات حاملات الطائرات التي كُلّفت خلال الحرب وبشكل خاص الفئة إسكس. وساهم بشكل جوهري لتجاوز النقص في حاملات الطائرات من كافة الأنواع من خلال الإشراف على الإسراع في بنائها، وبالتالي المساهمة في دحر حملة الغواصة الألمانية، والتحول من وضعية الدفاع إلى الهجوم في المحيط الهادي وما تلاه من محاكمة ناجحة للحرب.
عمل شايد قرب نهاية الحرب كقائد البعثة التقنية للقوات البحرية الأمريكية في أوروبا، وقد كانت هذه البعثة متهمة باستغلال العلوم والتكنولوجيا الألمانية لمصلحة المكاتب التقنية التابعة للقوات البحرية الأمريكية.

## نشأته وتعليمه
ولد شايد في سانت بول مينيسوتا وارتاد المدرسة الثانوية العامة هناك. عُيّن في أكاديمية الولايات المتحدة الأمريكية البحرية من قبل عضو الكونجرس الأمريكي من المقاطعة الرابعة في مينيسوتا عام 1919.
أعطي لقب «باكي الثاني» تيمنًا بطالب أنشط رياضيًا كان قد ارتاد الاكاديمية قبله بست سنوات، لكن وبفضل مواهبه الرياضية اللاحقة أصبح «باكي» وحسب. إذ كان في طاقم فريقي البليب وجونيور فارسيتي.
تخرج شايد من الكلية البحرية عام 1923 بامتياز، إذ كان السابع في صفه الذي يتألف من 414 طالبًا. رُقّي لمرتبة ضابط في القوات البحرية الأمريكية وكُلّف بالذهاب إلى سفينة يو إس إس كاليفورنيا (بي بي-44) الحربية، وهناك أصبح شايد الضابط المسؤول عن الرصد.
في مايو عام 1925، بدأ شايد الدراسات العليا في الهندسة المعمارية البحرية في قسم الدراسات العليا في الأكاديمية البحرية في أنابوليس ماريلاند. التحق في عام 1926 بفيلق الإنشاءات. وتابع تعليمه في معهد ماساتشوستس للتكنولوجيا حيث نال درجة الماجستير في العلوم في الهندسة المعمارية البحرية في يونيو عام 1928.

## بداية مهنته في القوات البحرية
عمل شايد لفترة قصيرة بعد التخرج من معهد ماساتشوستس للتكنولوجيا في أرض الاختبار بمدينة أبردين في ماريلاند ثم في ساحة بروكلين البحرية في مدينة نيويورك. عمل شايد من أكتوبر عام 1928 حتى السنوات الثلاث اللاحقة في القسم الصناعي في ترسانة بناء السفن البحرية في جزيرة مير في كاليفورنيا.  وانضم شايد في ديسمبر عام 1931 إلى قسم التصميم في مكتب الإنشاء والإصلاح، ثم رُقّي إلى رتبة مقدم. عزز تطوير استخدام أعمال التلحيم في بناء السفن البحرية حتى يناير عام 1935.
كُلّف شايد بعدئذٍ بنموذج الحوض التجريبي الذي كان في ساحة واشنطن البحرية آنذاك. فُصل عن مشروع نموذج الحوض عام 1936 لأنه كُلّف بالذهاب ما وراء البحار لارتياد جامعة برلين للتكنولوجيا. تلقى شايد في يونيو عام 1937 شهادة الدكتوراه في الهندسة المعمارية البحرية لإكمال بحثه حول قوة هياكل السفن وأطروحته البارزة بعنوانها الألماني «Statik des Schiff-Bodens unter Wasserdruck» ونشر ترجمتها الإنكليزية بعنوان «نظرية حركات المركبات في الأمواج».
أمر مكتب السفن شايد بعد تخرجه ولكن قبيل مغادرته لأوروبا بإجراء جولة معاينة لمنشآت بناء السفن ونماذج الأحواض في الموانئ الألمانية بالإضافة إلى المنشآت البحرية التابعة لهولندا وفرنسا وبريطانيا وإيطاليا والنمسا وذلك بصفته مراقبًا للطلاب. أنهى شايد جولته في المرافق البحرية الأوروبية بحلول نهاية شهر أغسطس عام 1937 ثم عاد إلى الولايات المتحدة.
أُمر المقدم شايد بعد ذلك بالذهاب للعمل في مكتب المشرف على البناء ومكتب المشرف على بناء السفن الذي أعيد تصميمه لاحقًا، وشركة نيوبورت نيوز لبناء السفن، وشركة دراي دوك في فرجينيا. رُقّي شايد في 23 يونيو 1938، وقبل مضي عام كامل على عمله في نيوبورت نيوز، إلى مرتبة رائد. ونشرت المنظمة المهنية لجمعية المعماريين والمهندسين البحريين في الصيف أيضًا بحث شايد المتعلق بدراسته عن نظرية الانحناء لهيكل قاع السفينة. جُمع كل البنائين سواء المعماريين أو المهندسين البحريين في مكتب جديد، ونُقل كامل طاقم الموظفين التقنيين من خط القوات البحرية ليعملوا في مجال التصميم الهندسي فقط.
خلقت إعادة التنظيم الهائلة للمكاتب التقنية للبحرية هذه فرصًا جديدة للضباط الأصغر سنًا ممن لديهم الإمكانات. رُقّي شايد بعد إعادة تنظيم المكتب إلى رتبة قائد.